# Gerardo Malla
Gerardo Malla (Buendía, Cuenca, 24 de novembro de 1936 - Madrid, 15 de janeiro de 2021) foi um ator e diretor de teatro espanhol.

## Morte
Geraldo morreu em 15 de janeiro de 2021, aos 84 anos, na cidade de Madrid.